# Куницын, Георгий Иванович
Гео́ргий Ива́нович Куни́цын (22 апреля 1922 года, Куницыно, Иркутская губерния — 6 октября 1996, Переделкино) — советский литературовед, искусствовед, философ. Член Союза писателей (1969) и Союза журналистов (1968); член конфедерации Союза кинематографистов. В 1961—1966 годах работал в аппарате ЦК КПСС, с 1964 года — в должности заместителя заведующего отделом культуры.

## Биография
Родился 22 апреля (по некоторым данным 28 апреля) 1922 года в деревне Куницыно (ныне — Качугского района Иркутской области). В июне 1941 года окончил с золотой медалью среднюю школу № 1 в Киренске. Увлекался литературой. В 1942 году окончил Черниговское военно-инженерное училище, эвакуированное в Иркутск. Направлен на фронт, служил в саперных войсках. Участник Сталинградской битвы (командир саперного взвода минеров-подрывников), сражения на Курской дуге. Имел четыре фронтовых ранения (из них два — тяжелых).
Член ВКП(б) с 1943. Закончил войну в должности командира саперного батальона.

### Работа в партийном аппарате
После войны работал в Тамбове в партийных органах. В 1951 году заочно окончил исторический и филологический факультеты Тамбовского педагогического института. С апреля 1954 по август 1957 года — заведующий отделом пропаганды и агитации Тамбовского обкома КПСС.
Далее поступил в Академию общественных наук при ЦК КПСС, которую окончил в 1961 году (кафедра «Теория литературы и искусства»). Кандидат филологических наук; тема диссертации — «Учение В. И. Ленина о партийности литературы».
С 1961 года на работе в аппарате ЦК КПСС, заместитель заведующего отделом культуры, с декабря 1962 года — ответственный за кинематограф. В условиях цензуры способствовал «прохождению» многих известных фильмов — «Берегись автомобиля» (режиссёр Э. Рязанов), «Крылья» (Лариса Шепитько), «Обыкновенный фашизм» (М. Ромм), «Председатель» (А. Салтыков; название фильма вместо оригинального «Трудный путь» Ю. Нагибина предложено именно Г. Куницыным), «Айболит-66» (Р. Быков), «Добро пожаловать, или Посторонним вход воспрещён» (Э. Климов), «Наш честный хлеб» (К. Муратова, А. Муратов), «Бег» (А. Алов и В. Наумов), «Перед судом истории» (Фридрих Эрмлер).
Добился запуска в производство и финансирования фильма Андрея Тарковского «Андрей Рублев» («Страсти по Андрею»). Впоследствии Г. И. Куницына обвиняли в одобрении этого «идеологически вредного» произведения. Режиссёр А. В. Гордон в книге об Андрее Тарковском «Не утоливший жажды» пишет:

Об истории создания фильма «Андрей Рублев», он же «Страсти по Андрею», написано справедливо много. Я бы хотел в свою очередь начать рассказ с другого — о человеке, на фоне шестидесятых годов поистине замечательном и необыкновенном. Звали его Георгий Иванович Куницын (1922—1996). С некоторой оговоркой можно сказать: не было бы Куницына, не было бы и «Андрея Рублева». Или шире: не было бы в то «оттепельное» время людей, подобных Георгию Ивановичу, нашему кино пришлось бы совсем плохо. Недаром Андрей называл его ангелом-хранителем.

В 1966 году Г. Куницыну предлагалось занять пост председателя Госкино СССР вместо А. В. Романова, однако он отказался, так как был не согласен с линией на ужесточение контроля за кинорежиссёрами и сценаристами, которые обвинялись в «идеологической диверсии против партии». Из-за разногласий с руководством уволен из аппарата ЦК КПСС и направлен в качестве редактора по литературе и искусству в газету «Правда».

### 1970-е — 1980-е
С 1968 года работал в Институте истории искусств, занимая должность заведующего сектором эстетики и общей теории искусств. Доктор философских наук (1971), тема диссертации — «Искусство и политика». В 1977 году вынужден уйти из Института истории искусств, читал лекции в Институте им. Гнесиных (по 1988 год), в Литературном институте (с 1988 по 1993 год) и на Высших литературных курсах. Профессор. Практически все слушатели отмечали его блестящий ораторский дар.
Убежденный сторонник социалистических идей; считал, что в Советском Союзе при построении социализма допущены грубые искажения идеалов марксизма-ленинизма, а теория социализма-коммунизма дискредитируется «эпигонами марксизма». В 1970-х — 1980-х годах обвинялся в отклонении от линии партии и ревизионизме; дважды готовились материалы к исключению Куницына из КПСС. Писатель Борис Евсеев, учившийся в институте им. Гнесиных в 1970-е годы, под влиянием идей Куницына написал в 1974 году письмо в защиту А. И. Солженицына. Значительная часть книг, написанных Куницыным, не была опубликована.

### Конец 1980-х — 1990-е
26 февраля 1988 года выступил в газете «Литературная Россия» с вызвавшей бурную полемику статьёй «Пришло ли времечко?». В статье содержалась резкая критика сталинизма. Кроме того он один из первых обратил внимание на такие замалчиваемые в современной русской литературе проблемы, как геноцид русского крестьянства и насаждение холопства и барства («личина правды пришла вместо правды»). Вывод предложенный Куницыным: «Надо избавиться от океана премированной литературы». Существует версия, что известная статья Нины Андреевой «Не могу поступаться принципами», опубликованная 13 марта того же года в газете «Советская Россия», появилась как ответ на эту статью.
Посмертно, в 1996—1997 годах, в «Литературной России» были опубликованы отрывки из писем Г. И. Куницына А. Н. Яковлеву, где тот обвинялся в беспринципности и карьеризме. С Яковлевым Куницын был знаком с 1957 года и часто встречался во время работы в ЦК КПСС.

## Уфология
Серьёзно занимался философскими основаниями уфологии; сотрудничал с Ф. Зигелем и В. Г. Ажажой. Сторонник концепции множественности цивилизаций и постоянного наблюдения старых цивилизаций за другими.

## Членство в общественных организациях
Член Союза писателей и Союза журналистов; член конфедерации Союза кинематографистов; действительный член РАЕН (1991).

## Место захоронения

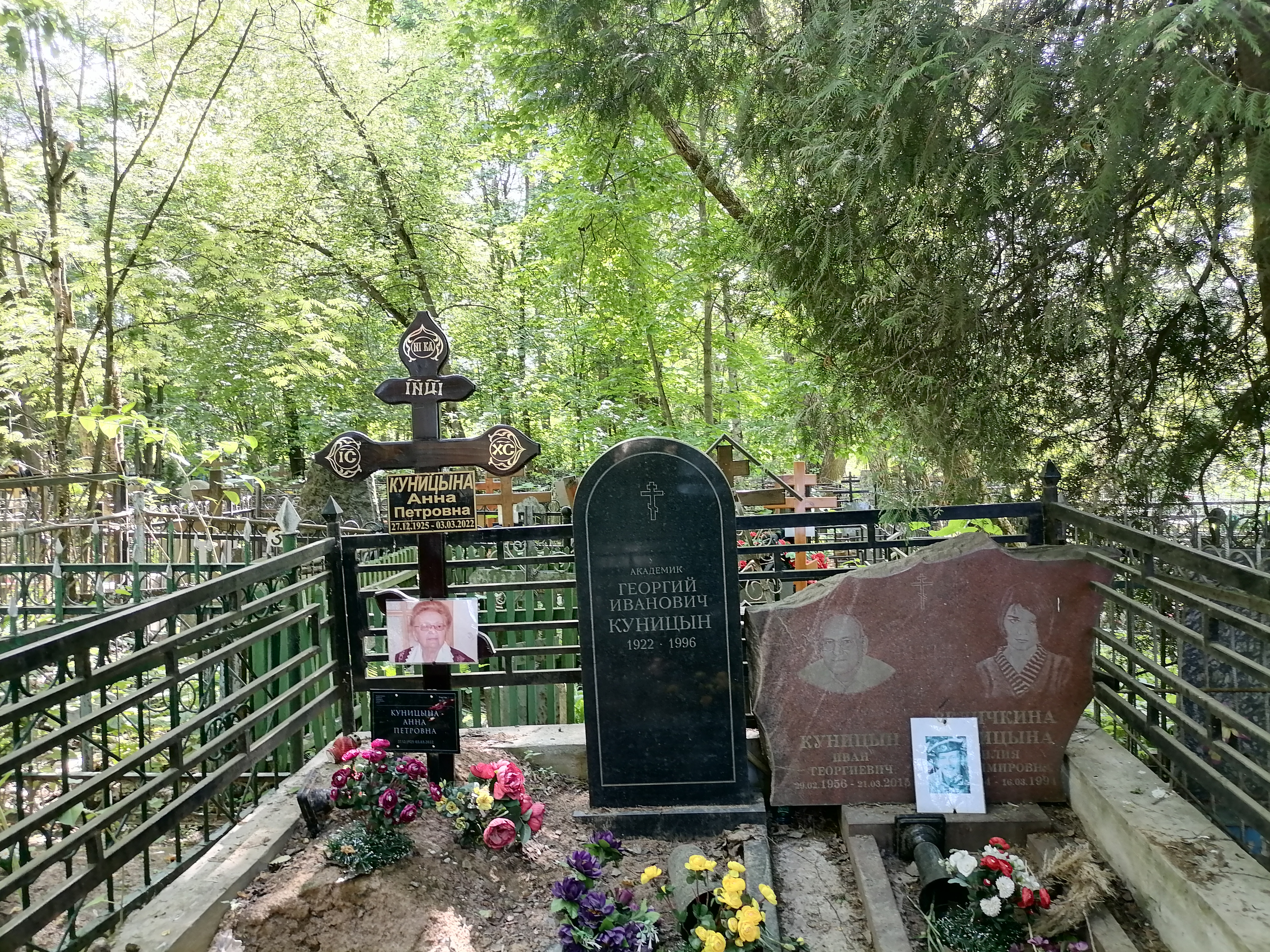
Семейное захоронение Куницыных

Похоронен на кладбище в Переделкино.

## Награды
- Орден Красной Звезды
- Орден Отечественной войны 1-й степени
- Медаль «За оборону Сталинграда»
- Медаль «За победу над Германией в Великой Отечественной войне 1941—1945 гг.»